# Decolya kalugallae
Decolya kalugallae är en insektsart som beskrevs av Kevan, D.K.M. 1992. Decolya kalugallae ingår i släktet Decolya och familjen vårtbitare. Inga underarter finns listade i Catalogue of Life.